# Nusa Lembongan

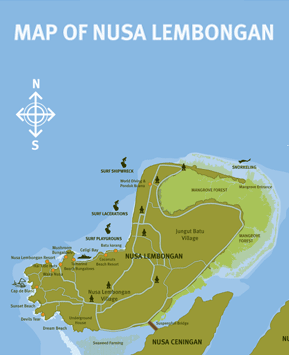
Karte von Nusa Lembongan

Nusa Lembongan ist eine Insel südöstlich von Bali, Indonesien und Teil der Kleinen Sundainseln.

## Verwaltung
Die Insel ist Teil des Subdistrikts Klungkung. Nusa Lembongan ist eine von drei kleinen Inseln vor der Küste Balis, die diesen Subdistrikt bilden, die anderen sind: Nusa Penida und Nusa Ceningan.  Nusa Lembongan ist ein beliebter Ausflugsort von Bali aus und bietet im Vergleich zu den Nachbarinseln eine größere touristische Infrastruktur.

## Geographie

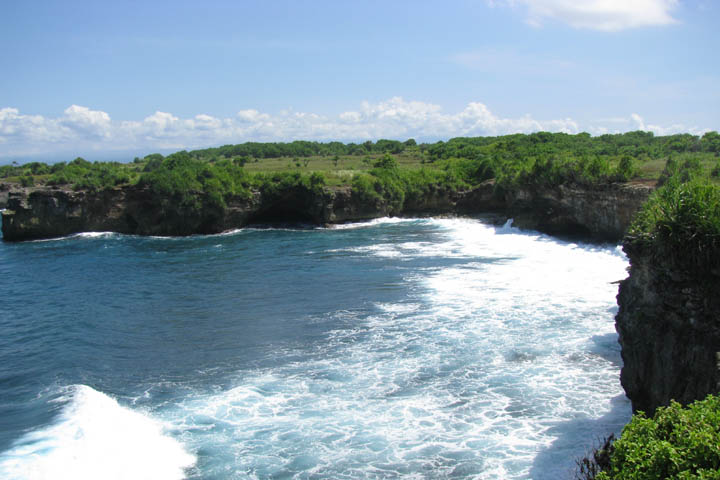
Typisches Kalkstein-Kliff im Südwesten von Nusa Lembongan

Nusa Lembongan ist ungefähr acht Quadratkilometer groß, seine Bevölkerung wird auf 5000 Einwohner geschätzt. Zwölf Kilometer der Straße von Badung trennen Nusa Lembongan von Bali. Die Insel ist von Korallenriffen umgeben und hat weiße Sandstrände und kleine Kalkstein-Kliffs. Nusa Lembongan ist von Nusa Cenignan durch einen flachen Kanal getrennt, durch den bei Niedrigwasser schwierig zu navigieren ist. Eine Hängebrücke nur für Fußgänger und Zweiradfahrer verbindet Nusa Lembongan und Nusa Ceningan. Diese so genannte Yellow Bridge stürzte am Abend des 16. Oktober 2016 ein, wobei neun Menschen starben. Sie wurde aber rasch wieder aufgebaut. Wasserstraßen gibt es auf Nusa Lembongan nicht.
Es gibt drei Dörfer auf der Insel. Jungut Batu und Mushroom Bay sind die Zentren des Tourismus, während ein Großteil der ständigen Bewohner im Dorf Lembongan wohnt.
Im Osten trennt die Lombokstraße die drei Inseln von Lombok und markiert die biogeographische Trennung zwischen der Fauna der indomalayischen Zone und der andersartigen Fauna Australasiens. Der Übergang ist als Wallace-Linie bekannt, benannt nach Alfred Russel Wallace, der zuerst eine Übergangszone zwischen diesen zwei größeren Biomen vorschlug. 
Die Nordostseite der Insel wird von einer relativ ausgedehnten Zone von Mangroven flankiert, insgesamt etwa 212 Hektar.

## Wirtschaft

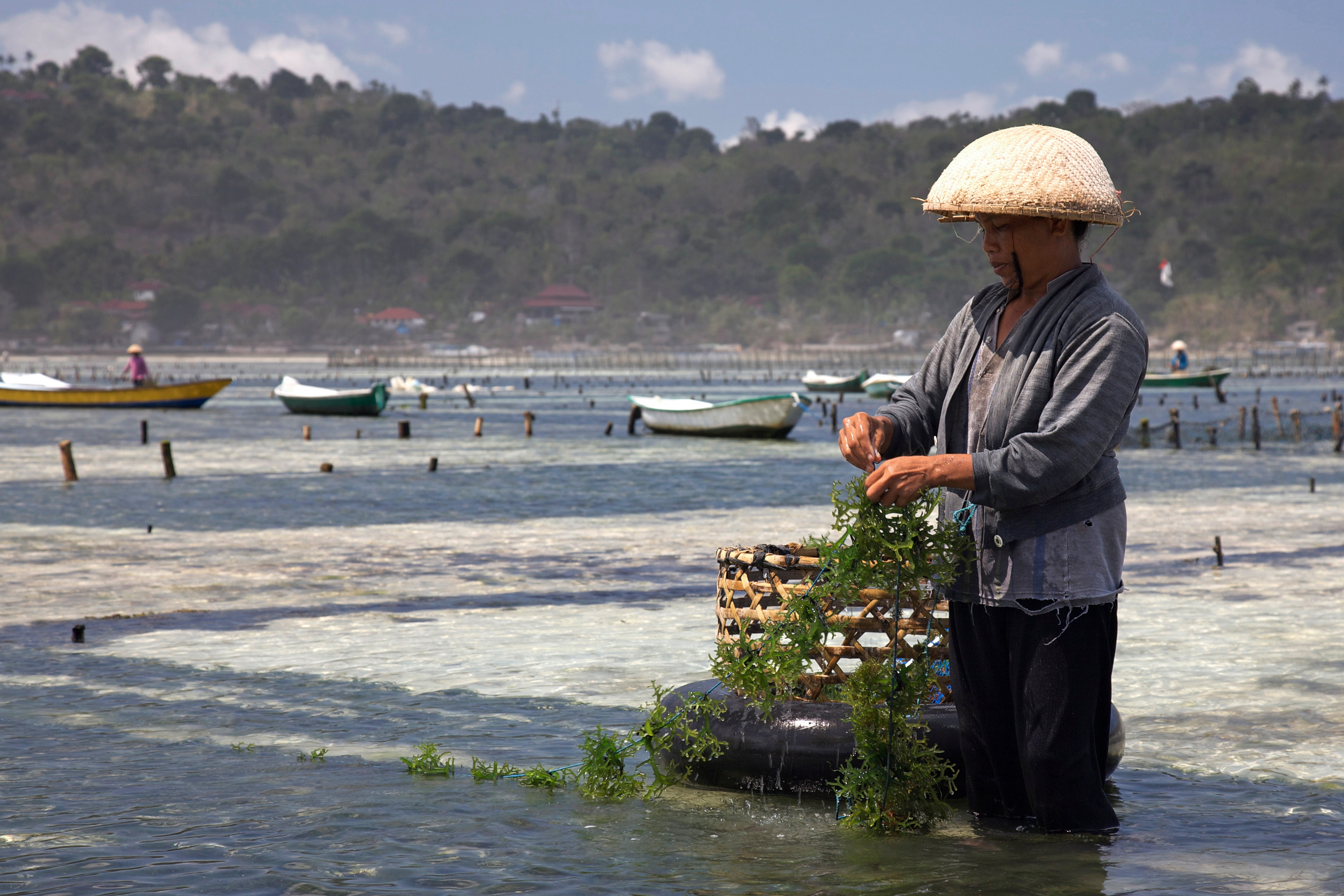
Seetangfarm auf Nusa Lembongan

Die Wirtschaft basiert weitgehend auf dem Tourismus und Nusa Lembongan ist die einzige der drei benachbarten Inseln mit nennenswerter Infrastruktur. Es wird aber auch Subsistenz-Landwirtschaft und Fischfang betrieben und es existiert eine Seetang-Farm.

## Verkehr
Etliche Anbieter fahren tagsüber mit Schnellbooten zwischen dem Strand nördlich von Sanur auf Bali und den Stränden von Mushroom Bay und Jungut Batu. Da auf beiden Seiten keine befestigten Anleger existieren, wird am Strand angelegt und Passagiere müssen durch teils hüfttiefes Wasser laufen. Die Anbieter dieser Boote organisieren Transfers von und zu Orten im südlichen Bali und bieten auch Tagestouren nach Nusa Lembongan an, wobei man zwischen einem Schnorchel- und/oder einer Inselrundfahrtprogramm wählen kann.
Deutlich weniger Verbindungen bestehen nach Padang Bai und Benoa auf Bali, zur Insel Gili Trawangan sowie Senggigi und Bangsal auf Lombok. Zur Nebeninsel Nusa Penida werden meist kleinere Boote eingesetzt, die ab der Gelben Brücke fahren.
Auf Nusa Lembongan und Nusa Ceningan gibt es nur wenige Autos. Kraftverkehr wird vorwiegend mit Motorrollern abgewickelt.

## Sehenswürdigkeiten
Viele Besucher kommen zum Schnorcheln und Tauchen sowie wegen der Strände. Weitere Sehenswürdigkeiten sind beispielsweise:
- Devil’s Tear – Kliff, an dem hohe Wellen spektakulär brechen.
- Gala-Gala Underground House – Der Puppenspieler I Made Byasa errichtete dieses rund 500 Quadratmeter große unterirdische System aus Gängen und Räumen zwischen Mushroom Bay und Lembongan-Ort in den Jahren 1961 bis 1976. Inspiriert wurde er vom Hindu-Epos Mahabharata, in dem die Pandavas im Exil leben müssen, nachdem sie ein Würfelspiel gegen die Kauravas verloren haben. Aus Angst, von letzteren gefunden und getötet zu werden, bauen die Pandavas eine Höhle, die sie Gala-Gala nennen.[8]
- Mangrovenwald im Nordosten – Im Dorf am Ende der Straße werden Rundfahrten durch die Mangroven und ein Bootsverleih angeboten.
- Aussichtshügel südlich von Jungut Batu mit Blick über die Nordhälfte der Insel
- Seetang-Farmen südwestlich der Gelben Brücke

Da sie über die Gelbe Brücke schnell erreichbar ist, bietet sich auch ein Besuch der Nachbarinsel Nusa Ceningan an. Hier kann man beispielsweise den Song-Tepo-Strand, die Blaue Lagune und den Alten Baum besuchen, die sich jeweils im Westen der Insel befinden.

## Umweltschutz
Umweltschutz wird als sehr bedeutend für die Zukunft des Tourismus auf der Insel angesehen. Im Februar 2009 eröffnete eine örtliche NGO aus Nusa Lembongan, unterstützt vom Nature Conservancy Coral Triangle Center, ein Gemeinschaftszentrum auf der Insel. Die Gewässer rund um Nusa Lembongan und Nusa Penida weisen 247 Spezies von Korallen und 562 Spezies von Riff-Fischen auf.
Andere Umweltschutzinitiativen schließen ein Hilfsprogramm für die kritisch gefährdeten Oliv-Bastardschildkröten vom Sunset Beach an der Südwestküste ein.